# 桃鶯路
桃鶯路是臺灣桃園市桃園區往來桃園區與新北市鶯歌區的重要道路。
西經桃鶯陸橋，接春日路，終點銜接於紹興街；東銜接新北市鶯歌區的鶯桃路二段。其中大林路至鶯歌八德區界路段為市道110號的一部份。

## 沿經行政區域
- 桃園市
  - 桃園區

## 車道配置
- 紹興街－大林路：雙向各一車道
- 大林路－建國路和建國東路：雙向各二車道
- 建國路和建國東路－鶯歌桃園區界：雙向各一車道

## 沿線設施
（由西北至東南）
- 桃園極限運動公園（桃鶯陸橋旁）
- 桃園區農會 （页面存档备份，存于）大林辦事處（165號）
- 渣打銀行大樹林分行（233號）
- 德仁醫院 （页面存档备份，存于）（245號）
- 聯邦商業銀行桃鶯分行（343號）
- 中華郵政桃園桃鶯郵局 （页面存档备份，存于）（354、356號）
- 玉山商業銀行桃鶯分行（445-1號）
- 住都大飯店
- 祥儀機器人夢工廠